# Lee Dorsey
Pour les articles homonymes, voir Dorsey.
Lee Dorsey (24 décembre 1926, Portland - 1er décembre 1986, La Nouvelle-Orléans), est un chanteur de rhythm and blues américain, connu pour son morceau Ya Ya devenu un standard du twist et repris par John Lennon, et pour son interprétation de Working in the Coal Mine.

## Biographie
Ancien boxeur, il évoluait dans la Marine, où il était surnommé « Kid Chocolate », avant de travailler comme ferrailleur à La Nouvelle-Orléans, Lee Dorsey est repéré par Marshall Sehorn qui devient son impresario. Le premier enregistrement de Dorsey en 1961, avec Allen Toussaint au piano, est Ya Ya qui sort sur le label Fury. La chanson se classe n°1 des charts Rhythm & blues et n°7 des classements tous publics aux États-Unis. Ce succès lui permet de partir en tournée avec Big Joe Turner, Chuck Berry, Lowell Fulson et T-Bone Walker. Le disque suivant, Do-Re-Mi, se classe n°27 en janvier 1962. Mais la maison de disques fait faillite et Dorsey tombe dans l'oubli pendant trois ans.
En 1965, il retrouve Sehorn et enregistre Ride Your Pony écrit par Allen Toussaint, qui se classe n°28. Suivent Get Out Of My Life Woman, Holy Cow et surtout Working in the Coal Mine en 1966. Bien que le succès populaire ne soit plus au rendez-vous, Lee Dorsey ne cesse jamais d'enregistrer. Il sort l'album Yes We Can à la fin des années 1960.
Lee Dorsey finit par connaître la reconnaissance de ses pairs : Southside Johnny l'invite sur son premier album et le groupe The Clash lui demande de faire la première partie de ses concerts américains en 1980. Les Beastie Boys lui rendent hommage dans la chanson Sure Shot.
Lee Dorsey, atteint par l'emphysème, décède juste avant ses soixante ans.

## Reprises
- Tony Sheridan et les Beatles chantaient déjà Ya Ya dans les clubs de Hambourg en 1961 mais la version live entendue dans le disque The Beatles' First ! n'est pas jouée par le célèbre groupe britannique. John Lennon s'en est souvenu en 1975 pour son album Rock 'n' Roll. Petula Clark en a fait une version française (Ya-Ya Twist) reprise par Johnny Hallyday, Les Vautours et récemment par Sylvie Vartan. Joël Denis en fait une autre adaptation (Yaya) pour le Québec en 1964 reprise plus tard par Mitsou.
- Do-Re-Mi fut enregistrée par Dusty Springfield.
- Devo reprirent Working in the Coal Mine en 1981.
- Jim Murple Memorial a intégré la chanson Feeling dans son répertoire.
- Curtis Knight et son protégé de l'époque Jimmy James, qui n'est autre que Jimi Hendrix reprennent au cours d'un concert Get Out Of My Life Woman, cette réprise étant présente sur The Complete PPX Studio Recordings. Cette même chanson est reprise sur East-West (1966) du Paul Butterfield Blues Band.
- Les Sex Pistols avaient l'habitude de reprendre Holy Cow lors de leurs premières répétitions.